# بوبي جوردن
بوبي جوردن (بالإنجليزية: Bobby Jordan)‏ هو ممثل أمريكي، ولد في 1 أبريل 1923 في الولايات المتحدة، وتوفي في 10 سبتمبر 1965 بلوس أنجلوس في الولايات المتحدة.

## وصلات خارجية
- بوبي جوردن على موقع IMDb (الإنجليزية)
- بوبي جوردن على موقع قاعدة بيانات برودواي على الإنترنت (الإنجليزية)
- بوبي جوردن على موقع قاعدة بيانات الفيلم (الإنجليزية)